# Rose of My Heart
Albums de Nicolette Larson
...Say When
(1985) Shadows of Love
(1988)
Rose of My Heart est le sixième album studio de Nicolette Larson, sorti en 1986.
L'album s'est classé 40e au Top Country Albums.

## Liste des titres
| 1. | I Won't Give Up                                                 | 2:33 |
| 2. | That's How You Know When Love's Right (featuring Steve Wariner) | 3:24 |
| 3. | If Only For One Night (featuring Dave Loggins)                  | 4:01 |
| 4. | If I Didn't Love You                                            | 3:28 |
| 5. | As an Eagle Stirreth Her Nest                                   | 3:23 |

| 1. | Let Me Be the First                            | 3:53 |
| 2. | Captured by Love                               | 2:19 |
| 3. | Rose of My Heart                               | 3:33 |
| 4. | That's More About Love (Than I Wanted to Know) | 3:45 |
| 5. | You're Running Wild (featuring Linda Ronstadt) | 2:39 |